# Kestenjasti lori
Kestenjasti lori (lat. Trichoglossus rubiginosus), poznat kao serehd na pohnpejskom, je vrsta papige iz porodice Psittaculidae. Endem je otoka Pohnpei i obližnjeg atola Ant u Saveznim Državama Mikronezije. Povijesno gledano, vrsta se također pojavila na atolu Namoluk u blizini lagune Chuuk, a vrsta je nekada možda bila šire rasprostranjena diljem Mikronezije nego danas. 

## Opis
Kestenjasti lori dug je 24 cm, a težak oko 80 g. Perje mu je uglavnom crvenkasto-smeđe s nejasnim približno poprečnim prugama tamnije kestenjaste boje. Glava mu je nešto tamnije kestenjaste boje. Letno perje i rep su maslinastožuti. Noge su mu sive. Mužjak ima narančasti kljun i žuto-narančaste šarenice, dok ženka ima žuti kljun i svijetlosive šarenice. Mladunci imaju smeđe kljunove i smeđe šarenice.

## Stanište i ponašanje
Njegovo prirodno stanište su tropske vlažne nizinske šume i plantaže. Prehrana se sastoji od nektara i peludi iz kokosovih oraha te voća i ličinki insekata. Gnijezdi se u rupi na drvetu, polažući jedno jaje. Vrsta je česta i ne smatra se ugroženom.

## U popularnoj kulturi
"Zakon o proglašenju državnih ptica" uspostavio je kestenjastog lorija kao državnu pticu Pohnpeia i istovremeno je zaštitio pticu od lova ili ubijanja; oni koji ne poštuju zakon mogu biti kažnjeni novčanom kaznom ili zatvorom.

### Citirani tekstovi
- Forshaw, Joseph M. 2006. Parrots of the World; an Identification Guide. ilustrirao Frank Knight. Princeton University Press. ISBN 0-691-09251-6